# Sjarhej Rumas

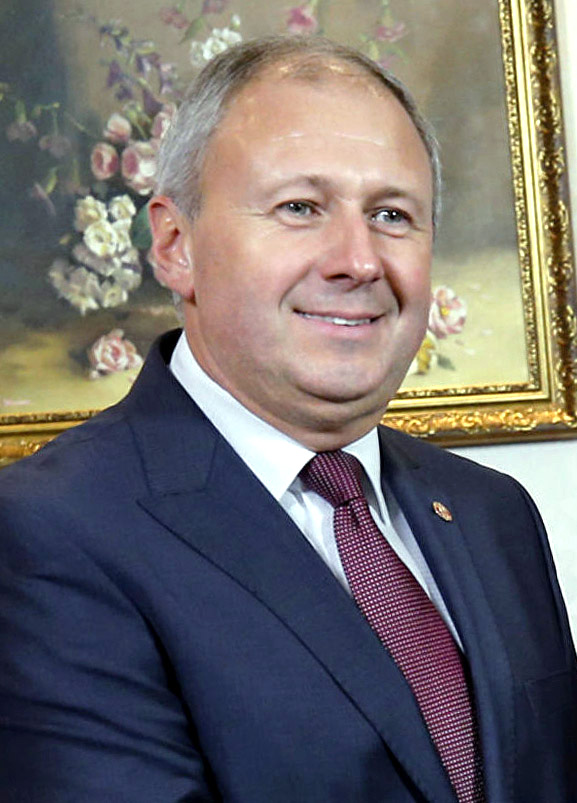
Sjarhej Rumas (2018)

Sjarhej Mikalajewitsch Rumas (belarussisch Сяргей Мікалаевіч Румас; * 1. Dezember 1969 in Homel, Weißrussische SSR) ist ein belarussischer Politiker und Wirtschaftswissenschaftler. Von 18. August 2018 bis 4. Juni 2020 war er Ministerpräsident von Belarus.

## Leben
In den 1970er Jahren zog seine Familie nach Minsk, wo er die Schule Nr. 44 besuchte. Im Jahr 1990 absolvierte er die Jaroslawler Höhere Militärschule für Finanzen A. Chrulew. Im Jahr 1995 absolvierte er die Akademie für Management unter dem Kabinett der Minister von Belarus. Im Jahr 1995 leitete Rumas den Zweig Nr. 7 (514) der Belarusbank und wurde bald der erste stellvertretende Vorsitzende des Bankvorstandes.
Im Jahr 2001 verteidigte er seine Abschlussarbeit für den Grad eines Doktors für Wirtschaftswissenschaften. Im Jahr 2005 wurde er zum Vorstandsvorsitzenden der Belagroprombank ernannt. Am 28. Januar 2010 wurde er zum stellvertretenden Ministerpräsidenten von Belarus ernannt und überwachte seither die Wirtschaftspolitik. Im Herbst 2011, nach der weltweiten Rezession 2009 und 2010, wurde unter der Leitung von Rumas ein Entwurf für strukturelle Wirtschaftsreformen ausgearbeitet. Präsident Aljaksandr Lukaschenka kritisierte das Projekt. Im selben Jahr wurde Rumas zum Präsidenten des belarussischen Fußballverbandes ernannt.
Am 31. Juli 2012 ernannte Lukaschenka ihn zum Vorstandsvorsitzenden der Entwicklungsbank von Belarus. Im Jahr 2013 nahm er an der Lösung des Konflikts zwischen Belaruskali und Uralkali teil. Im Jahr 2017 trat Rumas dem Council for Entrepreneurship bei.
Am 18. August 2018 entließ Präsident Lukaschenka Andrej Kabjakou und ernannte Rumas zum Ministerpräsident von Belarus die belarussische Regierung. Am 3. Juni 2020, einige Wochen vor der Präsidentschaftswahl vom 4. bis zum 9. August 2020, entließ er Rumas und dessen Regierung.
Im Februar 2023 wurde Rumas von der Ukraine auf die schwarze Liste gesetzt.

## Sonstiges
Zwischen 2011 und 2019 bekleidete Rumas das Amt des Präsidenten der Belaruskaja Federazyja Futbola.